# نورة البادي
نورة عبد الله البادي (مواليد 1969) شاعرة عمانية، درست في كلية اللغات والترجمة بجامعة عجمان، وتعمل في مجال التعليم، كتبت أولى قصائدها عندما كانت في الخامسة من عمرها. نشرت في القاهرة ديواناً واحداً من شعرها بعنوان (للشاهين جناح حر). كما كتبت عموداً لصحيفة الخليج الأسبوعية. أنتجت إذاعة أبو ظبي مسلسلها الإذاعي "كلمة الحق"، وكتبت أيضًا نص أوبريت (صوت الأرض) حول موضوعات بيئية. وقد تناول النقاد شعرها.

## أعمالها
- نص مسرحي بعنوان (الوحش المزعوم)
- نص مسرحي بعنوان (ضربة جزاء)
- مسلسل إذاعي بعنوان (كلمة حق) لإذاعة أبوظبي
- مسلسل إذاعي بعنوان (عيون الزمن) لإذاعة أبوظبي.[4]